# Dictionary of Irish Biography
Das Dictionary of Irish Biography (DIB), deutsch „Wörterbuch der irischen Biografie“, ist ein Projekt der Royal Irish Academy („Königlich Irischen Akademie“) und stellt Irlands nationales biografisches Wörterbuch dar.
Das Nachschlagewerk in englischer Sprache umfasst ungefähr 11.000 Lebensläufe von Persönlichkeiten der irischen Geschichte und Gesellschaft, darunter Politiker, Wissenschaftler, Ingenieure, Künstler, Sportler, Frauenrechtler und Soldaten.

## Geschichte
Das DIB wurde 2009 ins Leben gerufen und stellt ein zentrales Forschungsprojekt der Royal Irish Academy dar. Es fasst die Kulturgeschichte Irlands anhand der Biografien von inzwischen verstorbenen Männern und Frauen zusammen, die in Irland oder mit irischen Wurzeln außerhalb Irlands geboren wurden. Die Zeitspanne reicht von der Frühgeschichte bis ins aktuelle Jahrhundert. Der Umfang einzelner Biografien ist höchst unterschiedlich und kann von wenigen hundert Wörtern bis zu mehr als zehntausend reichen. Zweimal jährlich werden neue Einträge veröffentlicht, darunter wichtige Persönlichkeiten, die in jüngster Zeit verstorben sind, oder bisher fehlten.
Seit dem 17. März 2021, dem Saint Patrick’s Day, steht die zuvor kostenpflichtige Online-Ausgabe allen Interessierten frei und kostenlos zur Verfügung (siehe auch: Weblinks).